# Rafael Viñoly
Rafael Viñoly Beceiro (ur. 1 czerwca 1944 w Montevideo, zm. 3 marca 2023 w Nowym Jorku) – architekt urugwajski, członek American Institute of Architects.

## Życiorys

### Wczesne życie
Urodził się w 1944 roku w Montevideo jako syn reżysera teatralnego Romána Viñoly’ego Barreto i nauczycielki matematyki Maríi Beceiro. Dorastał w Argentynie i studiował architekturę na Uniwersytecie w Buenos Aires, którą ukończył w 1969 roku.
W 1978 roku Viñoly i jego rodzina przenieśli się do Stanów Zjednoczonych. Przez krótki okres pełnił funkcję wykładowcy w Harvard Graduate School of Design, osiadł na stałe w Nowym Jorku w 1979 roku.

### Kariera architektoniczna
W 1983 roku założył firmę Rafael Viñoly Architects PC. W 1989 roku wygrał międzynarodowy konkurs na projekt Tokyo International Forum, który zakończył się w 1996 roku. Jego projekt był także jednym z finalistów konkursu na budowę World Trade Center.
Podczas swojej czterdziestoletniej kariery Viñoly praktykował w Stanach Zjednoczonych, Ameryce Łacińskiej, Europie, Azji, Afryce i na Bliskim Wschodzie. Viñoly jest członkiem Amerykańskiego Instytutu Architektów, Międzynarodowym Członkiem Królewskiego Instytutu Architektów Brytyjskich oraz członkiem Japan Institute of Architects, a także Sociedad Central de Arquitectos.

#### Projekty, nagrody
Zaprojektował m.in. terminale pasażerskie portów lotniczych Carrasco i Abha, wieżowce 432 Park Avenue, 125 Greenwich Street (Nowy Jork), NEMA Chicago (Chicago) i 20 Fenchurch Street (Londyn), hotel Vdara (Las Vegas), budynek szpitala Center for Care and Discovery Uniwersytetu w Chicago, Kimmel Center for the Performing Arts (Filadelfia), zmodernizowany budynek Cleveland Museum of Art, akademię piłkarską w Manchesterze, budynek Atlas Wageningen University & Research oraz most nad laguną Garzón. Za swoje osiągnięcia otrzymał medal honorowy American Institute of Architects, tytuł doktora honoris causa uniwersytetu w Maryland oraz nagrodę The National Academy.

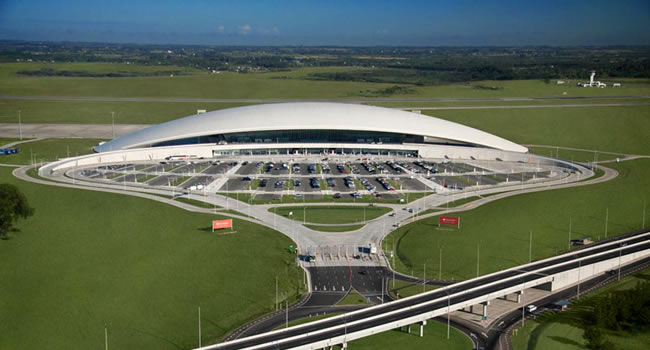
Port lotniczy Carrasco
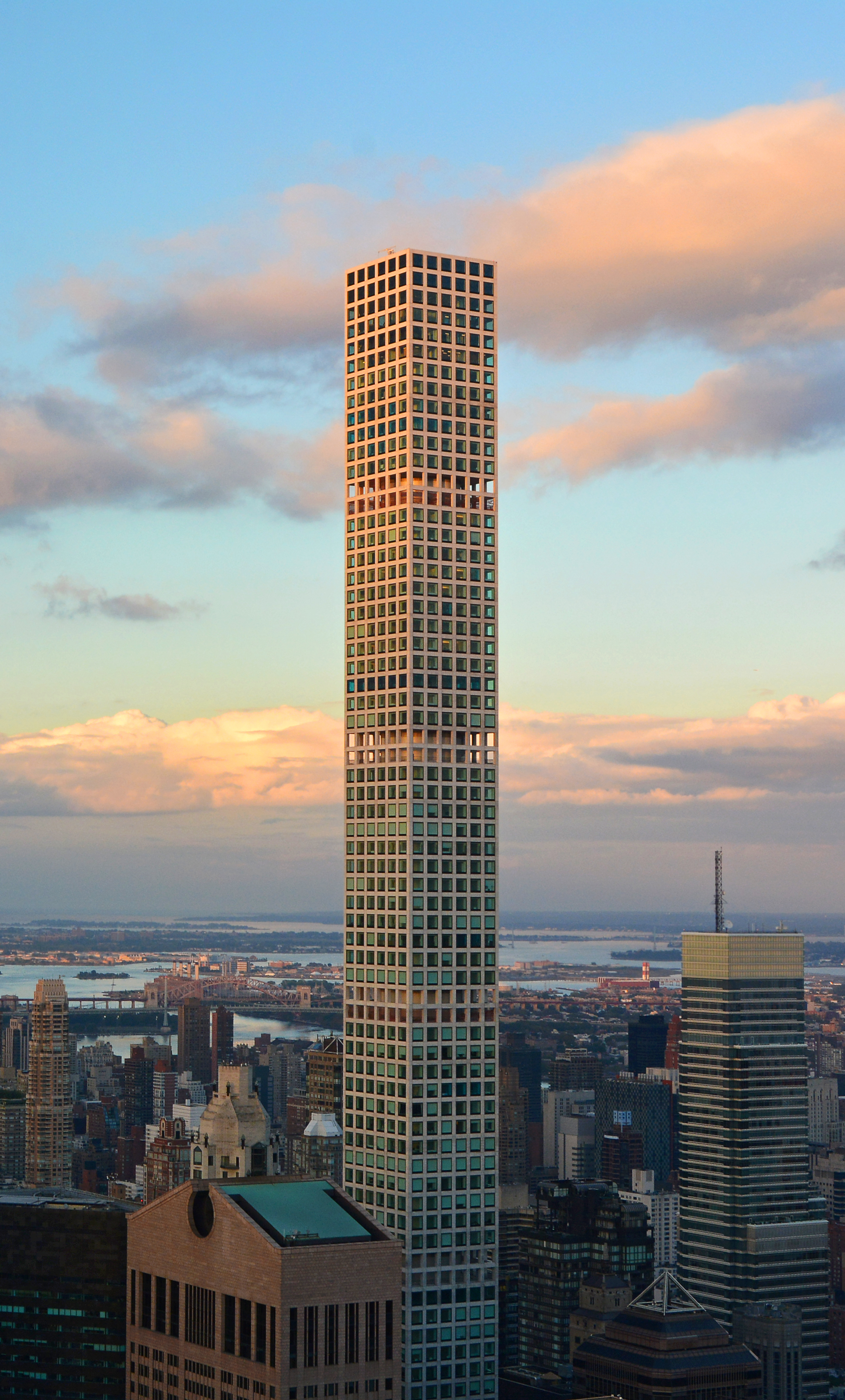
432 Park Avenue
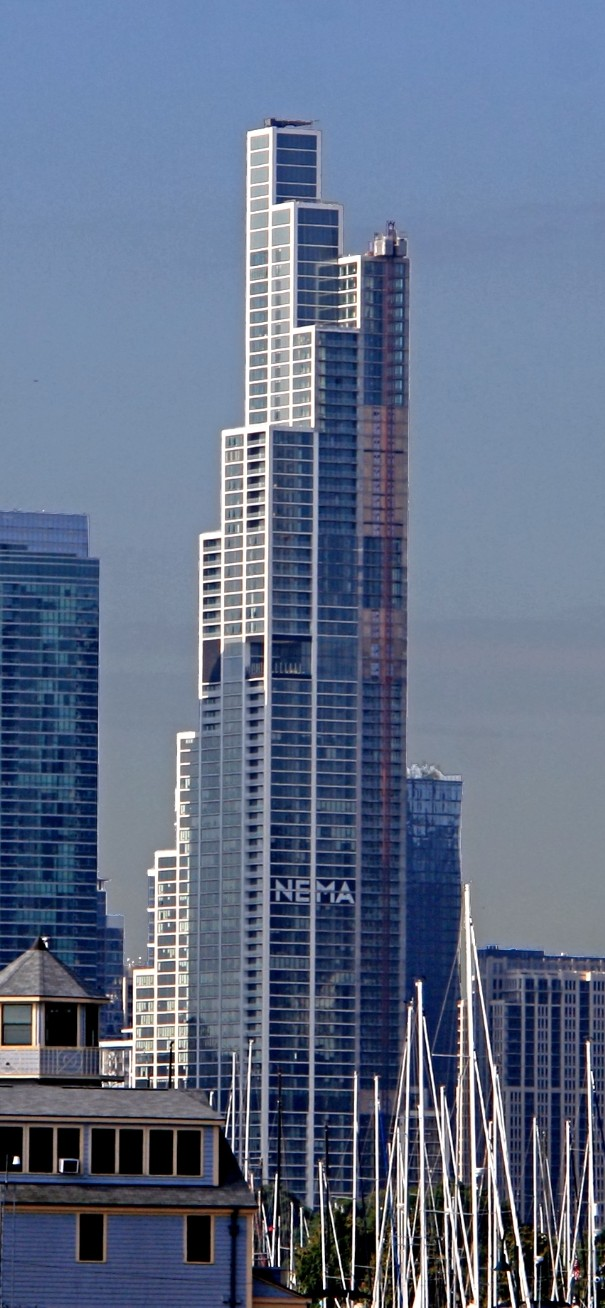
NEMA Chicago
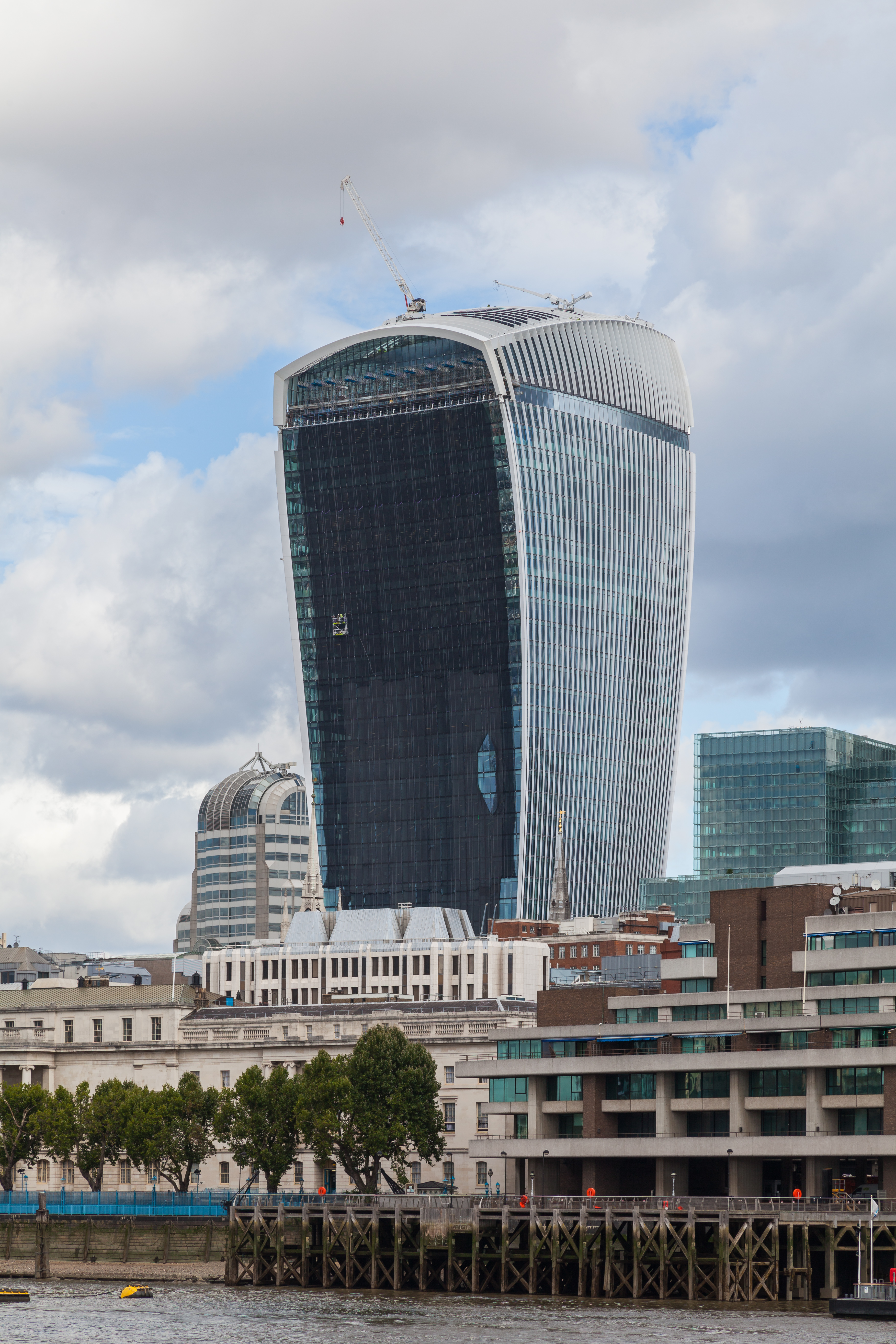
20 Fenchurch Street
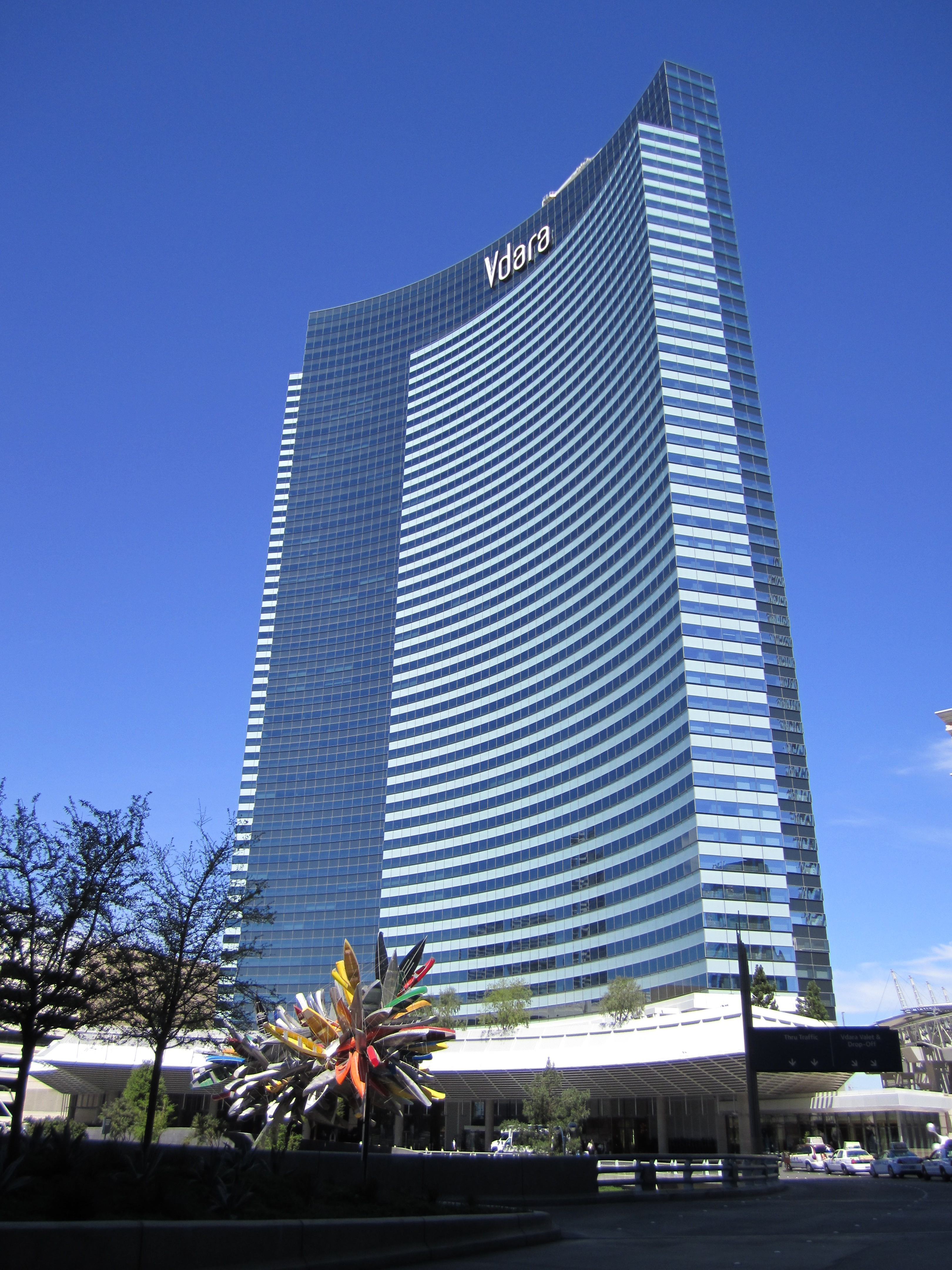
Vdara
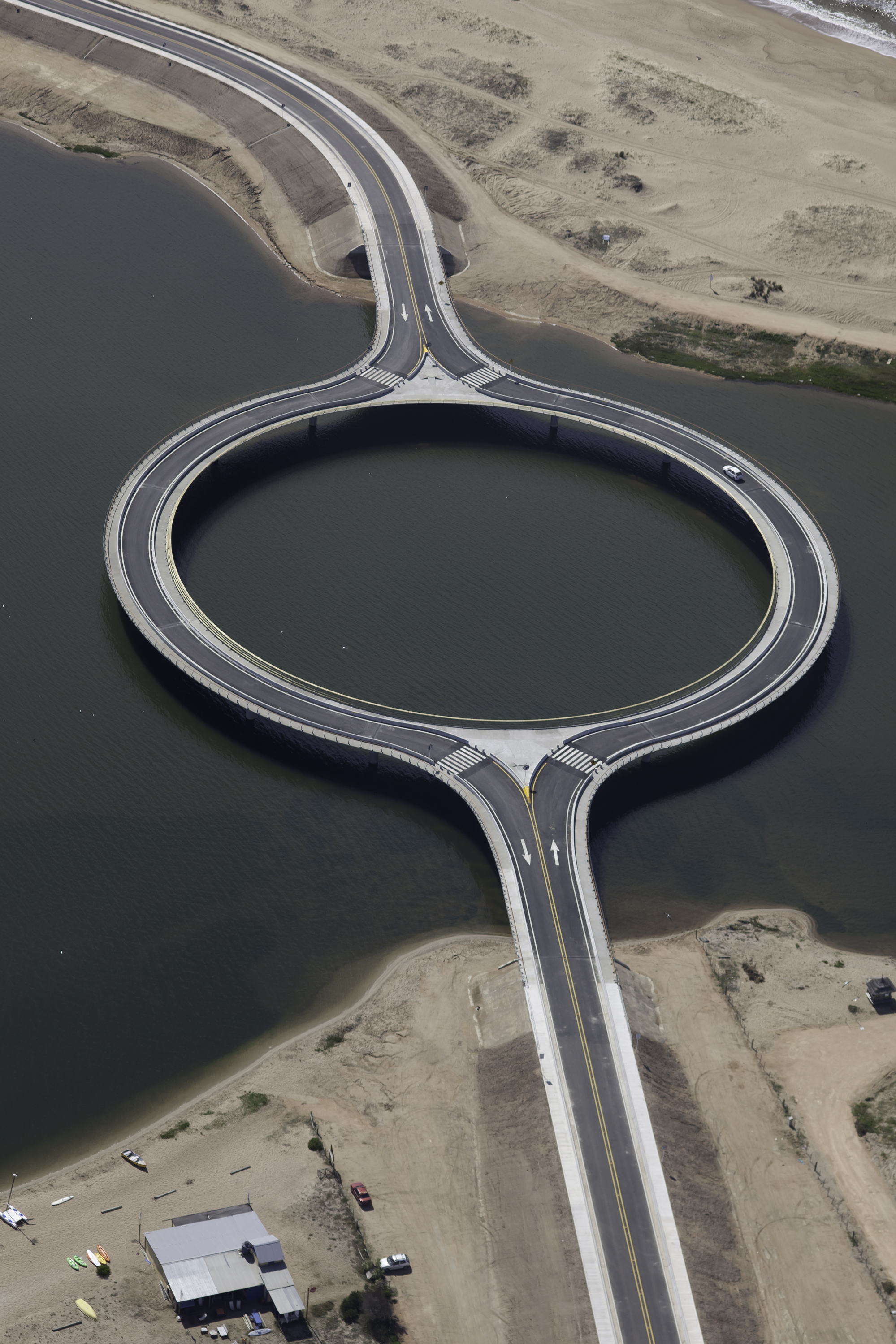
Most nad laguną Garzón